# Chimbote (cratera)
Chimbote é uma cratera marciana. Tem como característica 67.2 quilômetros de diâmetro. Deve o seu nome a Chimbote, uma cidade do Peru.